# Mmm Skyscraper I Love You
Mmm… Skyscraper I Love You – utwór zespołu Underworld, wydany jako singiel w 1993 roku, a 24 stycznia 1994 roku na albumie Dubnobasswithmyheadman.

## Historia i wydania
Utwór „Mmm… Skyscraper I Love You” został zarejestrowany przez Underworld we własnym studiu Lemonworld w Londynie i wydany w 1993 roku nakładem Boy’s Own Recordings. 24 stycznia 1994 roku utwór znalazł się na albumie Dubnobasswithmyheadman.

## Lista utworów
Lista według Discogs:
| 1. | Mmm... Skyscraper I Love You                     | 13:18 |
|    |                                                  |       |
| 2. | Mmm... Skyscraper I Love You (Telegraph 6.11.92) | 7:10  |
|    |                                                  |       |
| 3. | Mmm... Skyscraper I Love You (Jam Scraper)       | 9:13  |
|    |                                                  |       |
|    |                                                  | 29:41 |
|    |                                                  |       |
Personel:
- miksowanie, produkcja – Underworld
- inżynier miksu – Mike Nielsen
- grafika – Tomato
- autorzy – Emerson, Hyde, Smith

## Opinie krytyków
13-minutowy „Mmm... Skyscraper I Love You”, będący połączeniem space rocka, techno, rytmów latynoskich, przestrzennej gry gitarowej w stylu Davida Gilmoura, przekształconych sampli i żartobliwych tekstów Hyde’a, wywarł istotny wpływ na takich wykonawców jak: Orbital, Fluke, Leftfield i The Chemical Brothers (Steve Taylor)
Zdaniem Johna Busha z AllMusic najlepsze utwory Dubnobasswithmyheadman, „Mmm Skyscraper I Love You” i „Cowgirl”, łączące teksty Hyde’a z podkładem instrumentalnym Emersona, stanowią „innowacyjną mieszankę klasycznego acid house’u, techno i dubu, która brzmi inaczej, niż wszystko, co ją poprzedzało”.